# Dan Simoneau
Daniel Owen „Dan” Simoneau (ur. 9 stycznia 1959 w Farmington) – amerykański biegacz narciarski, zawodnik klubu Oregon Nordic Club.

## Kariera
W Pucharze Świata zadebiutował 16 stycznia 1982 roku w Le Brassus, zajmując 15. miejsce w biegu na 15 km. Tym samym już w swoim debiucie zdobył pierwsze pucharowe punkty. Na podium zawodów tego cyklu stanął raz: 12 marca 1982 roku w Falun był drugi w biegu na 30 km. W zawodach tych rozdzielił swego rodaka, Billa Kocha i Thomasa Wassberga ze Szwecji. W klasyfikacji generalnej sezonu 1981/1982 zajął siódme miejsce.
W 1984 roku wystąpił na igrzyskach olimpijskich w Sarajewie, gdzie zajął między innymi ósme miejsce w sztafecie oraz osiemnaste miejsce w biegu na 15 km. Na rozgrywanych cztery lata później igrzyskach w Calgary zajmował odpowiednio 12. i 29. miejsce. Wystartował także na mistrzostwach świata w Oslo w 1982 roku, zajmując ósme miejsce w sztafecie i 21. miejsce w biegu na 15 km.

## Osiągnięcia

### Igrzyska olimpijskie
| Miejsce | Dzień     | Rok  | Miejscowość | Konkurencja             | Czas biegu | Strata   | Zwycięzca           |
| ------- | --------- | ---- | ----------- | ----------------------- | ---------- | -------- | ------------------- |
| 29.     | 10 lutego | 1984 | Sarajewo    | 30 km stylem dowolnym   | 1:28:56,3  | +6:54,4  | Nikołaj Zimiatow    |
| 18.     | 13 lutego | 1984 | Sarajewo    | 15 km stylem klasycznym | 41:25,6    | +1:37,8  | Gunde Svan          |
| 8.      | 16 lutego | 1984 | Sarajewo    | Sztafeta 4 × 10 km      | 1:55:06,3  | +4:46,0  | Szwecja             |
| 26.     | 19 lutego | 1984 | Sarajewo    | 50 km stylem klasycznym | 2:15:55,8  | +9:47,3  | Thomas Wassberg     |
| 49.     | 15 lutego | 1988 | Calgary     | 30 km stylem klasycznym | 1:24:26,3  | +10:55,1 | Aleksiej Prokurorow |
| 29.     | 19 lutego | 1988 | Calgary     | 15 km stylem klasycznym | 41:18,9    | +3:34,9  | Michaił Dewiatarow  |
| 13.     | 22 lutego | 1988 | Calgary     | Sztafeta 4 × 10 km      | 1:43:58,6  | +6:29,0  | Szwecja             |
| DNF     | 27 lutego | 1988 | Calgary     | 50 km stylem klasycznym | 2:04:30,9  | -        | Gunde Svan          |

### Mistrzostwa świata
| Miejsce | Dzień       | Rok  | Miejscowość      | Konkurencja             | Czas biegu | Strata   | Zwycięzca       |
| ------- | ----------- | ---- | ---------------- | ----------------------- | ---------- | -------- | --------------- |
| 30.     | 20 lutego   | 1982 | Oslo             | 30 km stylem dowolnym   | 1:21:52,3  | +4:14,2  | Thomas Eriksson |
| 8.      | 25 lutego   | 1982 | Oslo             | Sztafeta 4 × 10 km      | 1:56:27,6  | +5:31,4  | Norwegia        |
| 21.     | 23 lutego   | 1982 | Oslo             | 15 km stylem dowolnym   | 38:52,5    | +10:25,1 | Oddvar Brå      |
| 39.     | 18 stycznia | 1985 | Seefeld in Tirol | 30 km stylem klasycznym | 1:18:24,1  | +6:29,3  | Gunde Svan      |
| 28.     | 22 stycznia | 1985 | Seefeld in Tirol | 15 km stylem klasycznym | 40:42,7    | +3:46,0  | Kari Härkönen   |
| 9.      | 24 stycznia | 1985 | Seefeld in Tirol | Sztafeta 4 × 10 km      | 1:52:21,0  | +4:56,7  | Norwegia        |

### Puchar Świata

#### Miejsca w klasyfikacji generalnej
- sezon 1981/1982: 7.
- sezon 1982/1983: 54.
- sezon 1983/1984: 40.

#### Miejsca na podium
| Nr | Dzień    | Rok  | Miejscowość | Konkurencja | Czas biegu | Pozycja | Strata | Zwycięzca |
| -- | -------- | ---- | ----------- | ----------- | ---------- | ------- | ------ | --------- |
| 1. | 12 marca | 1982 | Falun       | 30 km       | ?          | 2.      | ?      | Bill Koch |